# Ridin’ (singel Chamillionaire’a)
„Ridin”’ – singel Chamillionaire’a wykonany przy współpracy Krayzie Bone w 2005 roku. Znalazł się on na albumie The Sound of Revenge.

## Lista utworów
- CD Singel	(2005)[1]

1. "Ridin'" – 5:05
2. "Ridin'" (Remix) – 4:34

- Vinyl, 12", Promo (2005)[1]'

A1. "Ridin'" (Album Version)
A2. "Ridin'" (UK Remix)
B1. "Ridin'" (Radio Edit)
B2. "Ridin'" (Instrumental)
- CD Singel, Promo (2005)[1]

"Ridin'" (Radio Edit) 
- Vinyl, 12", Promo (2006)[1]

A1. "Ridin'" (Remix) – Sway
A2. "Ridin'" (Remix) – Olli Banjo
A3. "Ridin'" (Remix) – Al Peco
B1. "Ridin'" (Remix) – Tyree
B2. "Ridin'" (Remix) – Baby Dooks , Bizzo
B3. "Ridin'" (Remix) – Cabal
- CDr, Maxi-Single, Promo (2006)[1]

1. "Ridin'" (Clean) – 5:05
2. "Ridin'" (Explicit) – 5:05
3. "Ridin'" (UK) – 4:34
4. "Ridin'" (Germany) – 4:34
5. "Ridin'" (France) – 4:34
6. "Ridin'" (New Zealand) – 4:34
7. "Ridin'" (Croatia) – 4:34
8. "Ridin'" (Brazil) – 4:32

- Vinyl, 12" (2006)[1]

A1. "Ridin'" (Album Version)
B1. "Ridin" (UK Remix)
B2. "Ridin'" (Instrumental)

## Notowania na Listach przebojów
| Kraj/Region       | Lista (2006/2007) | Najwyższa pozycja |
| ----------------- | ----------------- | ----------------- |
| Stany Zjednoczone | Singles Top 100   | 1                 |
| Irlandia          | Top 50 Singles    | 2                 |
| Wielka Brytania   | Singles Top 100   | 2                 |
| Nowa Zelandia     | Top 40 Singles    | 2                 |
| Szwecja           | Top 40            | 7                 |
| Niemcy            | Top 100 Singles   | 8                 |
| Bułgaria          | Top 20            | 11                |
| Austria           | Singles Top 75    | 13                |
| Australia         | Top 40            | 17                |
| Szwajcaria        | Singles Top 75    | 19                |
| Europa            | Official Top 100  | 22                |
| Australia         | Top 50 Singles    | 24                |
| Szwecja           | Top 60 Singles    | 25                |
| Francja           | Top 100 Singles   | 40                |
| Portugalia        | Singles Top 50    | 41                |
| Holandia          | Single Top 100    | 73                |